# Torneo Clausura 2021 (Uruguay)
El Torneo Clausura 2021 constituyó el segundo certamen del 118.º Campeonato de Primera División del fútbol uruguayo organizado por la AUF y participaron los 16 equipos de la presente edición (Los 13 equipos de la temporada 2020 y los tres ascendidos de la Segunda División Profesional 2020).

## Participantes

### Información de equipos
Datos hasta antes del inicio del torneo. Todos los datos estadísticos corresponden únicamente a los Campeonatos Uruguayos organizados por la Asociación Uruguaya de Fútbol, no se incluyen los torneos de la FUF de 1923, 1924 ni el Torneo del Consejo Provisorio 1926 en las temporadas contadas. Las fechas de fundación de los equipos son las declaradas por los propios clubes implicados.
| Equipo                 | Ciudad                 | Estadio                      | Capacidad | Fundación                | Temporadas | Temp. Consecutivas | Títulos | Subtítulos | 2020 |
| ---------------------- | ---------------------- | ---------------------------- | --------- | ------------------------ | ---------- | ------------------ | ------- | ---------- | ---- |
| Boston River           | Las Piedras            | Juventud Parque Artigas      | 12 000    | 20 de febrero de 1939    | 5          | 5                  | 0       | 0          | 13°  |
| Cerrito                | Montevideo             | Parque Maracaná              | 14 000    | 28 de octubre de 1929    | 7          | 1                  | 0       | 0          |      |
| Cerro Largo            | Melo                   | Ubilla                       | 10.000    | 19 de noviembre de 2002  | 8          | 3                  | 0       | 0          | 6º   |
| Deportivo Maldonado    | Maldonado              | Domingo Burgueño Miguel      | 25 000    | 25 de agosto de 1928     | 8          | 2                  | 0       | 0          | 11º  |
| Fénix                  | Montevideo             | Parque Capurro               | 5 500     | 7 de julio de 1916       | 39         | 12                 | 0       | 0          | 7º   |
| Liverpool              | Montevideo             | Belvedere                    | 8 384     | 15 de febrero de 1915    | 78         | 5                  | 0       | 0          | 2º   |
| Montevideo City Torque | Montevideo             | Charrúa                      | 14.000    | 26 de diciembre de 2007  | 3          | 2                  | 0       | 0          | 4º   |
| Montevideo Wanderers   | Montevideo             | Parque Alfredo Víctor Viera  | 15 000    | 15 de agosto de 1902     | 104        | 21                 | 3       | 8          | 5º   |
| Nacional               | Montevideo             | Gran Parque Central          | 34 000    | 14 de mayo de 1899       | 116        | 116                | 48      | 44         | 1º   |
| Peñarol                | Montevideo             | Campeón del Siglo            | 40 005    | 28 de septiembre de 1891 | 115        | 92                 | 52      | 47         | 3º   |
| Plaza Colonia          | Colonia del Sacramento | Juan Gaspar Prandi           | 6 000     | 22 de abril de 1917      | 11         | 3                  | 0       | 0          | 10º  |
| Progreso               | Montevideo             | Abraham Paladino             | 5 400     | 30 de abril de 1917      | 24         | 4                  | 1       | 0          | 14º  |
| Rentistas              | Montevideo             | Complejo Rentistas           | 10.600    | 26 de marzo de 1933      | 28         | 2                  | 0       | 1          | 9º   |
| River Plate            | Montevideo             | Parque Federico Omar Saroldi | 5.165     | 11 de mayo de 1932       | 72         | 17                 | 4       | 0          | 8º   |
| Sud América            | Montevideo             | Parque Ángel Fossa           | 8 000     | 15 de febrero de 1914    | 51         | 1                  | 0       | 0          |      |
| Villa Española         | Montevideo             | Obdulio Varela               | 8 000     | 18 de agosto de 1940     | 6          | 1                  | 0       | 0          |      |

- Posición en 2020 en la tabla anual.

## Clasificación
| Pos. | Equipo                 | Pts. | PJ | G | E | P  | GF | GC | Dif. |  |
| ---- | ---------------------- | ---- | -- | - | - | -- | -- | -- | ---- |  |
| 1    | Peñarol (C)            | 32   | 15 | 9 | 5 | 1  | 27 | 11 | +16  |  |
| 2    | Nacional               | 30   | 15 | 8 | 4 | 3  | 23 | 15 | +8   |  |
| 3    | Montevideo Wanderers   | 27   | 15 | 8 | 3 | 4  | 23 | 18 | +5   |  |
| 4    | Cerro Largo            | 26   | 15 | 6 | 9 | 0  | 24 | 11 | +13  |  |
| 5    | Montevideo City Torque | 25   | 15 | 7 | 4 | 4  | 26 | 19 | +7   |  |
| 6    | Progreso               | 25   | 15 | 7 | 4 | 4  | 12 | 7  | +5   |  |
| 7    | Boston River           | 22   | 15 | 6 | 4 | 5  | 24 | 25 | −1   |  |
| 8    | Cerrito                | 21   | 15 | 6 | 3 | 6  | 20 | 22 | −2   |  |
| 9    | Plaza Colonia          | 20   | 15 | 5 | 5 | 5  | 20 | 18 | +2   |  |
| 10   | Fénix                  | 19   | 15 | 4 | 7 | 4  | 18 | 18 | 0    |  |
| 11   | Deportivo Maldonado    | 17   | 15 | 5 | 2 | 8  | 13 | 18 | −5   |  |
| 12   | River Plate            | 16   | 15 | 4 | 4 | 7  | 18 | 22 | −4   |  |
| 13   | Liverpool              | 15   | 15 | 4 | 3 | 8  | 15 | 19 | −4   |  |
| 14   | Rentistas              | 14   | 15 | 4 | 2 | 9  | 18 | 24 | −6   |  |
| 15   | Sud América            | 13   | 15 | 3 | 4 | 8  | 14 | 26 | −12  |  |
| 16   | Villa Española         | 6    | 15 | 1 | 3 | 11 | 12 | 34 | −22  |  |

Actualizado a los partidos jugados el 5 de diciembre de 2021.
 Fuente: AUF
Notas:
1. ↑  Nacional fue adjudicado con 2 puntos, reclamados ante el Tribunal de Apelaciones en el partido ante Cerro Largo.[1]
2. ↑  Cerro Largo se le restó 1 punto por el partido ante Nacional.[1]

|  | Campeón del Torneo Clausura y clasificado a la semifinal del Campeonato Uruguayo. |

## Evolución de la clasificación
- Actualizado al 5 de diciembre de 2021

| Equipo \ Jornadas      | 01 | 02 | 03 | 04 | 05 | 06 | 07 | 08 | 09 | 10 | 11 | 12 | 13 | 14 | 15 |
| ---------------------- | -- | -- | -- | -- | -- | -- | -- | -- | -- | -- | -- | -- | -- | -- | -- |
| Peñarol                | 4  | 4  | 2  | 1  | 1  | 1  | 1  | 1  | 1  | 1  | 1  | 1  | 1  | 1  | 1  |
| Nacional               | 7  | 14 | 8  | 6  | 3  | 2  | 3  | 3  | 4  | 4  | 3  | 3  | 3  | 2  | 2  |
| Wanderers              | 2  | 1  | 1  | 2  | 6  | 7  | 5  | 5  | 3  | 3  | 4  | 6  | 5  | 3  | 3  |
| Cerro Largo            | 8  | 10 | 4  | 3  | 5  | 3  | 2  | 2  | 2  | 2  | 2  | 2  | 2  | 4  | 4  |
| Montevideo City Torque | 3  | 5  | 6  | 5  | 2  | 5  | 7  | 8  | 5  | 6  | 6  | 5  | 6  | 6  | 5  |
| Progreso               | 9  | 6  | 10 | 8  | 4  | 6  | 4  | 4  | 6  | 5  | 5  | 4  | 4  | 5  | 6  |
| Boston River           | 16 | 8  | 14 | 13 | 11 | 13 | 11 | 10 | 13 | 13 | 12 | 10 | 7  | 7  | 7  |
| Cerrito                | 13 | 13 | 9  | 7  | 9  | 11 | 12 | 12 | 10 | 10 | 11 | 9  | 11 | 9  | 8  |
| Plaza Colonia          | 11 | 11 | 7  | 11 | 12 | 10 | 10 | 11 | 9  | 8  | 7  | 7  | 8  | 10 | 9  |
| Fénix                  | 1  | 3  | 5  | 4  | 8  | 4  | 6  | 6  | 8  | 9  | 10 | 11 | 9  | 8  | 10 |
| Deportivo Maldonado    | 14 | 16 | 11 | 9  | 10 | 8  | 9  | 7  | 7  | 7  | 8  | 8  | 10 | 11 | 11 |
| River Plate            | 6  | 9  | 12 | 14 | 14 | 12 | 13 | 13 | 11 | 11 | 13 | 13 | 14 | 12 | 12 |
| Liverpool              | 5  | 2  | 3  | 10 | 7  | 9  | 8  | 9  | 12 | 12 | 14 | 14 | 13 | 13 | 13 |
| Rentistas              | 15 | 15 | 16 | 16 | 16 | 14 | 14 | 14 | 14 | 14 | 9  | 12 | 12 | 14 | 14 |
| Sud América            | 12 | 7  | 13 | 12 | 13 | 15 | 15 | 15 | 15 | 15 | 15 | 15 | 15 | 15 | 15 |
| Villa Española         | 10 | 12 | 15 | 15 | 15 | 16 | 16 | 16 | 16 | 16 | 16 | 16 | 16 | 16 | 16 |

Fuente: AUF

## Fixture
- Los horarios corresponden al huso horario de Uruguay: (UTC-3).

| Sud América   | 1:2 | Montevideo City Torque | Jardines del Hipódromo | 11 de septiembre | 13:15 | Antonio Garcia     |
| River Plate   | 1:0 | Cerrito                | Parque Saroldi         | 11 de septiembre | 15:30 | Daniel Fedorczuk   |
| Cerro Largo   | 1:1 | Nacional               | Raúl Goyenola          | 11 de septiembre | 18:30 | Andrés Matonte     |
| Fénix         | 3:1 | Rentistas              | Parque Capurro         | 12 de septiembre | 10:15 | Javier Burgos      |
| Boston River  | 1:3 | Wanderers              | Parque Artigas         | 12 de septiembre | 12:30 | Christian Ferreyra |
| Plaza Colonia | 1:2 | Peñarol                | Parque Prandi          | 12 de septiembre | 15:30 | Leodan González    |
| Liverpool     | 1:0 | Deportivo Maldonado    | Estadio Belvedere      | 13 de septiembre | 13:15 | Diego Riveiro      |
| Progreso      | 1:1 | Villa Española         | Parque Paladino        | 13 de septiembre | 15:30 | Esteban Ostojich   |

| Rentistas              | 1:2 | Boston River  | Complejo Rentistas  | 17 de septiembre | 15:30 | Andrés Matonte     |
| Peñarol                | 0:0 | Fénix         | Campeón del Siglo   | 17 de septiembre | 20:00 | Esteban Ostojich   |
| Cerrito                | 1:1 | Cerro Largo   | Luis Franzini       | 18 de septiembre | 13:15 | Pablo Giménez      |
| Villa Española         | 1:2 | Sud América   | Obdulio Varela      | 18 de septiembre | 15:30 | Leodán González    |
| Liverpool              | 3:1 | River Plate   | Belvedere           | 19 de septiembre | 12:30 | Andrés Cunha       |
| Nacional               | 0:1 | Progreso      | Gran Parque Central | 19 de septiembre | 15:30 | Gustavo Tejera     |
| Montevideo City Torque | 2:2 | Plaza Colonia | Luis Franzini       | 19 de septiembre | 17:45 | Christian Ferreyra |
| Deportivo Maldonado    | 1:3 | Wanderers     | Domingo Burgueño    | 20 de septiembre | 15:30 | Daniel Fedorczuk   |

| Plaza Colonia | 4:0 | Villa Española         | Parque Prandi   | 24 de septiembre | 19:00 | Jonhatan Fuentes   |
| River Plate   | 1:2 | Deportivo Maldonado    | Parque Saroldi  | 25 de septiembre | 13:00 | Andrés Matonte     |
| Cerro Largo   | 3:0 | Liverpool              | Raúl Goyenola   | 25 de septiembre | 15:15 | José Burgos        |
| Sud América   | 0:2 | Nacional               | Parque Viera    | 25 de septiembre | 18:00 | Diego Riveiro      |
| Progreso      | 0:1 | Cerrito                | Parque Paladino | 26 de septiembre | 10:15 | Christian Ferreyra |
| Fénix         | 1:1 | Montevideo City Torque | Parque Capurro  | 26 de septiembre | 12:30 | Andrés Cunha       |
| Boston River  | 2:5 | Peñarol                | Parque Artigas  | 26 de septiembre | 15:30 | Daniel Fedorczuk   |
| Wanderers     | 2:1 | Rentistas              | Parque Viera    | 26 de septiembre | 17:45 | Antonio García     |

| Deportivo Maldonado    | 2:1 | Rentistas     | Domingo Burgueño    | 1 de octubre | 16:00 | Leodán González    |
| Cerrito                | 2:0 | Sud América   | Luis Franzini       | 1 de octubre | 21:15 | Esteban Ostojich   |
| Villa Española         | 1:2 | Fénix         | Obdulio Varela      | 2 de octubre | 13:15 | Diego Dunajec      |
| River Plate            | 0:4 | Cerro Largo   | Parque Saroldi      | 2 de octubre | 15:30 | Yimmy Álvarez      |
| Liverpool              | 0:1 | Progreso      | Belvedere           | 3 de octubre | 12:30 | Christian Ferreyra |
| Nacional               | 2:1 | Plaza Colonia | Gran Parque Central | 3 de octubre | 15:30 | Andrés Cunha       |
| Montevideo City Torque | 4:3 | Boston River  | Luis Franzini       | 3 de octubre | 18:00 | Gustavo Tejera     |
| Peñarol                | 3:0 | Wanderers     | Campeón del Siglo   | 3 de octubre | 21:00 | Andrés Matonte     |

| Cerro Largo   | 1:1  | Deportivo Maldonado    | Raúl Goyenola               | 8 de octubre  | 20:00 | Diego Riveiro    |
| Progreso      | 1:0  | River Plate            | Parque Paladino             | 9 de octubre  | 12:30 | Fernando Falce   |
| Rentistas     | 0:1  | Peñarol                | Campus municipal, Maldonado | 9 de octubre  | 15:30 | Jonhatan Fuentes |
| Wanderers     | 0:1  | Montevideo City Torque | Parque Viera                | 9 de octubre  | 17:45 | Leodán González  |
| Boston River  | 1:0. | Villa Española         | Parque Artigas              | 10 de octubre | 10:00 | Santiago Motta   |
| Sud América   | 0:1  | Liverpool              | Jardines del Hipódromo      | 10 de octubre | 12:15 | Nicolás Vignolo  |
| Fénix         | 1:2  | Nacional               | Parque Capurro              | 10 de octubre | 14:45 | Andrés Matonte   |
| Plaza Colonia | 3:3  | Cerrito                | Parque Prandi               | 11 de octubre | 15:00 | Gustavo Tejera   |

| River Plate            | 5:1 | Sud América   | Parque Saroldi      | 16 de octubre | 10:30 | Christian Ferreyra |
| Montevideo City Torque | 1:2 | Rentistas     | Luis Franzini       | 16 de octubre | 12:45 | Andrés Cunha       |
| Liverpool              | 0:1 | Plaza Colonia | Belvedere           | 16 de octubre | 15:00 | Daniel Fedorczuk   |
| Nacional               | 3:2 | Boston River  | Gran Parque Central | 16 de octubre | 18:00 | Esteban Ostojich   |
| Villa Española         | 2:2 | Wanderers     | Obdulio Varela      | 17 de octubre | 10:15 | Daniel Rodríguez   |
| Cerro Largo            | 1:0 | Progreso      | Raúl Goyenola       | 17 de octubre | 12:30 | Mathías de Armas   |
| Deportivo Maldonado    | 1:0 | Peñarol       | Domingo Burgueño    | 17 de octubre | 15:30 | Gustavo Tejera     |
| Cerrito                | 2:4 | Fénix         | Luis Franzini       | 17 de octubre | 17:45 | Diego Riveiro      |

| Rentistas     | 3:1 | Villa Española         | Complejo Rentistas     | 20 de octubre | 10:15 | Javier Burgos      |
| Fénix         | 1:1 | Liverpool              | Parque Capurro         | 20 de octubre | 15:15 | Gustavo Tejera     |
| Plaza Colonia | 0:0 | River Plate            | Parque Prandi          | 20 de octubre | 17:30 | Andrés Matonte     |
| Peñarol       | 3:1 | Montevideo City Torque | Campeón del Siglo      | 20 de octubre | 20:30 | Daniel Fedorczuk   |
| Sud América   | 0:0 | Cerro Largo            | Jardines del Hipódromo | 21 de octubre | 11:00 | Leodán González    |
| Boston River  | 3:2 | Cerrito                | Parque Artigas         | 21 de octubre | 13:15 | Christian Ferreyra |
| Progreso      | 2:0 | Deportivo Maldonado    | Parque Paladino        | 21 de octubre | 15:30 | Esteban Ostojich   |
| Wanderers     | 1:0 | Nacional               | Parque Viera           | 21 de octubre | 20:30 | Andrés Cunha       |

| Villa Española      | 1:3 | Peñarol                | Parque Viera        | 23 de octubre | 19:00 | Antonio García   |
| Deportivo Maldonado | 2:1 | Montevideo City Torque | Domingo Burgueño    | 24 de octubre | 10:15 | Diego Riveiro    |
| Liverpool           | 2:2 | Boston River           | Belvedere           | 24 de octubre | 15:15 | Andrés Cunha     |
| Cerrito             | 2:2 | Wanderers              | Luis Franzini       | 24 de octubre | 17:30 | Andrés Matonte   |
| Nacional            | 2:2 | Rentistas              | Gran Parque Central | 24 de octubre | 20:30 | Leodán González  |
| Progreso            | 0:0 | Sud América            | Parque Paladino     | 25 de octubre | 10:15 | Pablo Giménez    |
| Cerro Largo         | 1:0 | Plaza Colonia          | Raúl Goyenola       | 25 de octubre | 13:45 | Esteban Ostojich |
| River Plate         | 0:0 | Fénix                  | Parque Saroldi      | 25 de octubre | 16:00 | Javier Feres     |

| Rentistas              | 1:2 | Cerrito             | Complejo Rentistas     | 29 de octubre | 15:45 | Gustavo Tejera   |
| Wanderers              | 1:0 | Liverpool           | Parque Viera           | 29 de octubre | 18:00 | Diego Dunajec    |
| Boston River           | 1:2 | River Plate         | Parque Artigas         | 30 de octubre | 10:15 | Diego Riveiro    |
| Sud América            | 1:1 | Deportivo Maldonado | Jardines del Hipódromo | 30 de octubre | 16:00 | Daniel Fedorczuk |
| Plaza Colonia          | 2:1 | Progreso            | Parque Prandi          | 30 de octubre | 18:15 | Leodán González  |
| Montevideo City Torque | 5:0 | Villa Española      | Luis Franzini          | 30 de octubre | 20:30 | Jonathan Fuentes |
| Fénix                  | 1:4 | Cerro Largo         | Parque Capurro         | 31 de octubre | 10:00 | Yimmy Álvarez    |
| Peñarol                | 0:0 | Nacional            | Campeón del Siglo      | 31 de octubre | 16:00 | Andrés Matonte   |

| Deportivo Maldonado | 0:1 | Villa Española         | Domingo Burgueño    | 2 de noviembre | 9:45  | Gustavo Tejera   |
| River Plate         | 0:1 | Wanderers              | Parque Saroldi      | 3 de noviembre | 9:45  | Javier Burgos    |
| Liverpool           | 0:1 | Rentistas              | Belvedere           | 3 de noviembre | 16:30 | Diego Riveiro    |
| Nacional            | 2:0 | Montevideo City Torque | Gran Parque Central | 3 de noviembre | 21:00 | Esteban Ostojich |
| Progreso            | 1:0 | Fénix                  | Parque Paladino     | 4 de noviembre | 9:45  | Daniel Fedorzcuk |
| Cerro Largo         | 1:1 | Boston River           | Raúl Goyenola       | 4 de noviembre | 16:30 | Andrés Matonte   |
| Sud América         | 1:1 | Plaza Colonia          | Parque Viera        | 4 de noviembre | 18:45 | Andrés Cunha     |
| Cerrito             | 1:3 | Peñarol                | Luis Franzini       | 4 de noviembre | 21:30 | Leodán González  |

| Rentistas      | 1:0 | River Plate            | Complejo Rentistas | 6 de noviembre | 16:30 | Nicolás Vignolo    |
| Villa Española | 1:2 | Nacional               | Parque Viera       | 6 de noviembre | 21:45 | Daniel Fedorczuk   |
| Cerrito        | 0:2 | Montevideo City Torque | Luis Franzini      | 7 de noviembre | 16:30 | Andrés Cunha       |
| Peñarol        | 1:0 | Liverpool              | Campeón del Siglo  | 7 de noviembre | 19:00 | Esteban Ostojich   |
| Fénix          | 1:2 | Sud América            | Parque Capurro     | 8 de noviembre | 9:45  | Gustavo Tejera     |
| Boston River   | 0:0 | Progreso               | Parque Artigas     | 8 de noviembre | 16:30 | Christian Ferreyra |
| Wanderers      | 1:2 | Cerro Largo            | Parque Viera       | 8 de noviembre | 18:45 | Leodán González    |
| Plaza Colonia  | 1:0 | Deportivo Maldonado    | Parque Prandi      | 8 de noviembre | 21:00 | Andrés Matonte     |

| Liverpool           | 1:3 | Montevideo City Torque | Belvedere              | 13 de noviembre | 9:45  | Javier Feres       |
| Deportivo Maldonado | 1:0 | Nacional               | Domingo Burgueño       | 13 de noviembre | 16:30 | Antonio García     |
| Cerrito             | 1:0 | Villa Española         | Luis Franzini          | 13 de noviembre | 18:45 | Javier Burgos      |
| Sud América         | 1:2 | Boston River           | Jardines del Hipódromo | 14 de noviembre | 9:45  | Leodán González    |
| River Plate         | 1:1 | Peñarol                | Parque Saroldi         | 14 de noviembre | 16:30 | Andrés Matonte     |
| Plaza Colonia       | 1:1 | Fénix                  | Parque Prandi          | 14 de noviembre | 18:45 | Daniel Rodríguez   |
| Cerro Largo         | 1:1 | Rentistas              | Raúl Goyenola          | 15 de noviembre | 9:45  | Christian Ferreyra |
| Progreso            | 3:1 | Wanderers              | Parque Paladino        | 15 de noviembre | 16:30 | Mathías de Armas   |

| Nacional               | 1:0 | Cerrito             | Gran Parque Central | 18 de noviembre | 21:45 | Gustavo Tejera   |
| Villa Española         | 0:3 | Liverpool           | Obdulio Varela      | 19 de noviembre | 9:45  | Mathías de Armas |
| Fénix                  | 2:1 | Deportivo Maldonado | Parque Capurro      | 19 de noviembre | 16:30 | Javier Feres     |
| Wanderers              | 4:1 | Sud América         | Parque Viera        | 19 de noviembre | 18:45 | Diego Riveiro    |
| Rentistas              | 0:1 | Progreso            | Complejo Rentistas  | 21 de noviembre | 9:45  | Andrés Cunha     |
| Boston River           | 2:0 | Plaza Colonia       | Parque Artigas      | 22 de noviembre | 16:30 | Esteban Ostojich |
| Montevideo City Torque | 1:1 | River Plate         | Luis Franzini       | 22 de noviembre | 19:00 | Fernando Falce   |
| Peñarol                | 2:2 | Cerro Largo         | Campeón del Siglo   | 22 de noviembre | 21:45 | Daniel Fedorczuk |

| Deportivo Maldonado | 0:1 | Cerrito                | Domingo Burgueño       | 25 de noviembre | 9:45  | Andrés Cunha     |
| Progreso            | 0:0 | Peñarol                | Parque Paladino        | 25 de noviembre | 16:30 | Javier Burgos    |
| Sud América         | 3:1 | Rentistas              | Jardines del Hipódromo | 26 de noviembre | 9:45  | Esteban Ostojich |
| Liverpool           | 2:2 | Nacional               | Belvedere              | 26 de noviembre | 16:30 | Yimmy Álvarez    |
| Plaza Colonia       | 0:1 | Wanderers              | Parque Prandi          | 26 de noviembre | 19:00 | Daniel Fedorczuk |
| Cerro Largo         | 1:1 | Montevideo City Torque | Raúl Goyenola          | 29 de noviembre | 16:30 | Jonathan Fuentes |
| River Plate         | 4:2 | Villa Española         | Parque Saroldi         | 30 de noviembre | 9:45  | Nicolás Vignolo  |
| Fénix               | 0:0 | Boston River           | Parque Capurro         | 30 de noviembre | 16:30 | Gustavo Tejera   |

| Peñarol (C)            | 3:1 | Sud América        | Campeón del Siglo   | 4 de diciembre | 17:00 | Gustavo Tejera   |
| Nacional               | 4:2 | River Plate        | Gran Parque Central | 4 de diciembre | 17:00 | Daniel Fedorczuk |
| Rentistas              | 2:3 | Plaza Colonia      | Parque Capurro      | 4 de diciembre | 17:00 | Diego Riveiro    |
| Montevideo City Torque | 1:0 | Progreso           | Centenario          | 4 de diciembre | 17:00 | Esteban Ostojich |
| Boston River           | 2:1 | Deportivo Maldondo | Parque Artigas      | 4 de diciembre | 17:00 | Daniel Rodríguez |
| Wanderers              | 1:1 | Fénix              | Parque Viera        | 4 de diciembre | 17:00 | Andrés Cunha     |
| Villa Española         | 1:1 | Cerro Largo        | Obdulio Varela      | 5 de diciembre | 9:45  | Santiago Motta   |
| Cerrito                | 2:1 | Liverpool          | Luis Franzini       | 5 de diciembre | 21:15 | Javier Feres     |

## Goleadores
| Jugador             | Club                   | Goles | Partidos | GPP  |
| ------------------- | ---------------------- | ----- | -------- | ---- |
| Salomón Rodríguez   | Rentistas              | 10    | 14       | 0.71 |
| Maximiliano Silvera | Cerrito                | 10    | 15       | 0.67 |
| Lucas Di Yorio      | Cerro Largo            | 9     | 13       | 0.69 |
| Sebastián Guerrero  | Montevideo City Torque | 7     | 15       | 0.47 |

### Tripletes o más
A continuación se detallan los tripletes conseguidos a lo largo del Torneo Clausura.
| Fecha      | Jugador            | Goles         | Local        |  | Resultado |  | Visitante   | Rep.     |
| ---------- | ------------------ | ------------- | ------------ |  | --------- |  | ----------- | -------- |
| 12/9/2021  | Maureen Franco     | 18' 52' 66'   | Fénix        |  | 3 – 1     |  | Renstistas  | Fecha 1  |
| 21/10/2021 | Facundo Labandeira | 13' 30' 33'   | Boston River |  | 3 – 2     |  | Cerrito     | Fecha 7  |
| 31/10/2021 | Leandro Otormín    | 24' 45' 84'   | Fénix        |  | 1 – 4     |  | Cerro Largo | Fecha 9  |
| 4/11/2021  | Rubén Bentancourt  | 14' 17' 44'   | Cerrito      |  | 1 – 3     |  | Peñarol     | Fecha 10 |
| 19/11/2021 | Hernán Rivero      | 45+4' 87' 89' | Wanderers    |  | 4 – 1     |  | Sud América | Fecha 13 |

## Récords
- Primer gol del Torneo Clausura: Hernán Rivero de Montevideo City Torque vs. Sud América (11 de septiembre de 2021)

- Último gol del Torneo Clausura: Maximiliano Silvera de Cerrito vs. Liverpool (5 de diciembre de 2021)

- Gol más tempranero en el Torneo Clausura:  a los 20 segundos Thiago Borbas de River Plate, frente a Nacional (4 de diciembre de 2021)

- Gol más tardío en el Torneo Clausura: 96 minutos y 57 segundos Jesús Trindade de Peñarol vs. Sud América (4 de diciembre de 2021)

- Mayor número de goles marcados en un partido en el Clausura: 7 goles (2–5) Boston River vs. Peñarol (26 de septiembre de 2021)
(4–3) Montevideo City Torque vs. Boston River (3 de octubre de 2021)

- Mayor victoria local en el Clausura: (5–0) Montevideo City Torque vs. Villa Española (30 de octubre de 2021)

- Mayor victoria visitante en el Clausura: (0–4) River Plate vs. Cerro Largo (2 de octubre de 2021)